# Bail-out (economie)
Bail-out is een economische term voor het geven van een lening aan een bedrijf of een land dat in ernstige financiële moeilijkheden verkeert of dat geconfronteerd wordt met een faillissement. Het kan ook worden gebruikt om een bedrijf gecontroleerd failliet te laten gaan zonder andere bedrijven of landen in moeilijkheden te brengen. De term vindt zijn oorsprong in een maritiem begrip waarmee men 'het verwijderen van water uit een zinkend schip met een kleine emmer' (= hozen) bedoelt.

## Algemeen
Een bail-out zou louter voor de winst gebruikt kunnen worden, wanneer bijvoorbeeld een geslepen investeerder aandelen tegen spotprijs koopt van een bijna-failliet bedrijf. Een bail-out kan ook toegepast worden uit sociale overweging wanneer bijvoorbeeld een persoon, zonder hierbij zelf baat te hebben, investeert in een bedrijf dat zich in de non-profitsector bevindt. In sommige gevallen kan een bail-out ook toegepast worden om grotere, sociaal-economische problemen te voorkomen. Bijvoorbeeld: 
"De Amerikaanse overheid beschouwt de transportsector als de ruggengraat van de Amerikaanse economie. Om te voorkomen dat de economie stil valt, zal de overheid bedrijven die zich bezighouden met transport (zoals luchtvaartmaatschappijen) stimuleren met lage-intrest leningen en subsidies."
Bail-outs die de overheid uitvoert zijn vaak controversieel. In 2008 woedden verschillende debatten betreffende de redding van de auto-industrie in de Verenigde Staten. De tegenstanders, zoals de pro-vrije markt Hugh Hewitt, zag de bail-out van de auto-industrie als "het onaanvaardbaar doorgeven van de problemen aan de belastingbetaler." Hij hekelde elke reddingsoperatie voor de Grote Drie, met het argument dat faillissement "het verdiende loon" zou zijn van de ondernemingen die door een slecht management bankroet gingen.
Anderen, zoals econoom Jeffrey Sachs, zijn van mening dat deze bail-out noodzakelijk was en dat het slechte management geen harde reden is om deze bedrijven aan hun lot over te laten. Volgens hen is het risico om de economie te destabiliseren ook te groot om niet in te grijpen, zeker omdat er meer dan 3 miljoen jobs op de helling stonden.

## Technieken
Tijdens de 20ste eeuw hebben overheden verschillende technieken gebruikt om een onderneming economisch te stimuleren.
- Centrale banken verstrekken leningen aan banken die kampen met liquiditeitsproblemen zodat die op hun beurt opnieuw geld aan bedrijven en particulieren kunnen lenen.
- Laat insolvente instellingen (die onvoldoende financiële middelen bezitten om schulden op korte termijn te kunnen betalen) op een gecontroleerde manier failliet gaan.
- Door middel van audits of andere middelen de werkelijke financiële positie van de belangrijkste financiële instellingen bepalen en ervoor zorgen dat de ontvangsten en uitgaven correct gerapporteerd worden door de betreffende instellingen.
- Banken die geacht worden gezond of belangrijk genoeg te zijn om nog te redden, redden met een herkapitalisatie door middel van het aankopen van aandelen door de overheid in ruil voor een dividend.
- Overnemen van een insolvente onderneming en vervolgens de effectieve controle overnemen via de raad van bestuur. Hierna kan men de gewone aandelenhandel permanent opschorten (bestaande aandeelhouders verliezen hun geïnvesteerde vermogen). Leveranciers en schuldeisers worden echter beschermd.
- De overheid neemt een eigendomsbelang waarbij de belastingbetaler zijn hulp verleent. Deze deelt later in de winst op de uitgegeven aandelen bij de privatisering van het bedrijf.
- Een speciale overheidsinstantie creëren die zich bezighoudt met deze materie.
- Een bedrijf verbieden haar aandeelhouders een dividend uit te keren, om ervoor te zorgen dat belastinggeld gebruikt wordt om het bedrijf te versterken.
- De algemene rente verlagen om zo de rente op leningen te verlagen. Hiermee maakt men lenen opnieuw aantrekkelijk om te investeren en stimuleert men de economie.

## Argumenten tegen bail-outs
- Het aanmoedigen van het nemen van risico's, aangezien de overheid toch te hulp zal schieten indien er een bankroet dreigt.
- Bedrijven krijgen via de overheid de macht om belastingbetalers extra te laten betalen.

## Voorbeelden
- 1970 - De redding van Penn Central Railroad
- 1971 - De redding van Lockheed Corporation
- 1980 - De redding van Chrysler Corporation
- 1984 - De redding van Continental Illinois
- 1991 - De redding van Executive Life Insurance Company
- 1998 - De redding van Long-Term Capital Management, gered door banken en investeerders, niet de overheid.
- 2003 - De redding van Parmalat
- 2008 - De redding van The Bear Stearns Companies, Inc.
- 2008 - De redding van Fannie Mae en Freddie Mac
- 2008 - De redding van The Goldman Sachs Group, Inc. door de overheid en Berkshire Hathaway
- 2008 - De redding van Morgan Stanley door "The Bank of Tokyo-Mitsubishi" (MUFG Bank)
- 2008-2009 - De redding van American International Group, Inc. (meerdere malen herhaald)
- 2008 - De redding van Citigroup Inc.
- 2008 - De redding van General Motors Corporation and Chrysler LLC- (dit was technisch gezien geen bail-out, aangezien er een lening werd gegeven door de overheid, maar wordt door velen als een bail-out gezien)
- 2009 - De redding van Bank of America
- 2009 - De redding van CIT Group (het bedrijf ging echter failliet, de bail-out vertraagde enkel het faillissement.)
- 2009 - De redding van Dubai and Dubai World door Abu Dhabi